# Lucien Ballard
Lucien Ballard (* 6. Mai 1904 in Miami, Oklahoma; † 1. Oktober 1988 in Rancho Mirage) war ein US-amerikanischer Kameramann.

## Leben
Ballard besuchte die University of Oklahoma und die University of Pennsylvania, reiste nach China und arbeitete eine Zeit lang als Holzfäller, bevor er bei Paramount als Kameraassistent zu arbeiten begann. Als Assistent von Lee Garmes war Ballard 1930 an der Produktion von Josef von Sternbergs Marokko beteiligt. Im Jahr 1935 drehte Ballard, mittlerweile Kameramann, einen weiteren Film Sternbergs, Der Teufel ist eine Frau. Eine weitere Zusammenarbeit Sternbergs mit Ballard folgte im selben Jahr mit Schuld und Sühne. Ein Jahr später stand Ballard noch einmal für Sternberg bei The King Steps Out hinter der Kamera.
Mitte bis Ende der 1930er Jahre, Ballard war inzwischen bei Columbia Pictures unter Vertrag, drehte er eine Reihe B-Movies unterschiedlicher Genres, wie Komödien, Kriegsfilme, Abenteuer- und Kriminalfilme. 1941 stand Ballard für Jean Renoirs amerikanischen Debütfilm In den Sümpfen (Swamp Water) hinter der Kamera. Während des Zweiten Weltkrieges wechselte Ballard zur 20th Century Fox, wo er als Kameramann an größeren Filmproduktionen beteiligt war. Im Jahr 1944 wurde Ballard als Kameramann für den Kriminalfilm Laura engagiert, nach Querelen zwischen Produzent Otto Preminger und Regisseur Rouben Mamoulian übernahm Preminger die Regie selbst und ersetzte Ballard durch Joseph LaShelle.
Im Jahr 1945 heiratete der Kameramann die Schauspielerin Merle Oberon, mit der er bei Filmen wie Scotland Yard greift ein, Temptation und Berlin-Express zusammenarbeitete. Die Ehe wurde 1949 geschieden.
Während der 1950er Jahre arbeitete Ballard mit Regisseuren wie Henry Hathaway und Budd Boetticher zusammen. Für Hathaway drehte Ballard unter anderen, Fünf Perlen (1952) und Prinz Eisenherz (1954). Im Jahr 1965 stand Ballard noch einmal für Hathaway bei Die vier Söhne der Katie Elder hinter der Kamera. In Zusammenarbeit mit Boetticher entstanden Filme wie Die Nacht gehört uns (1955) und Blutige Hände (1956). Für Stanley Kubricks Die Rechnung ging nicht auf aus dem Jahr 1956 stand Ballard ebenso hinter der Kamera, wie für Robert D. Webbs Western Die weiße Feder.
Ab den 1960er Jahren arbeitete Ballard häufig mit Sam Peckinpah zusammen. Angefangen mit Sacramento aus dem Jahr 1962, währte diese Zusammenarbeit über The Wild Bunch – Sie kannten kein Gesetz, 1969 und ein Jahr später Abgerechnet wird zum Schluss, bis zu den 1972 entstandenen Filmen Junior Bonner und Getaway, beide mit Steve McQueen in der Hauptrolle.
Lucien Ballard, der in seiner fünfzigjährigen Karriere für mehr als 100 Filme hinter der Kamera stand, starb 1988 bei einem Autounfall.

## Filmografie
- 1929: Liebesparade (The Love Parade)
- 1930: Marokko (Morocco)
- 1930: Monte Carlo (als Kameratechniker)
- 1932: Madame verliert ihr Kleid (This Is the Night) (als Kamera-Assistent)
- 1935: Schuld und Sühne (Crime and Punishment)
- 1935: Der Teufel ist eine Frau (The Devil Is a Woman)
- 1936: Craig’s Wife
- 1936: The Final Hour
- 1936: The King Steps Out
- 1937: Devil’s Playground
- 1937: Girls Can Play
- 1937: Ich verspreche zu zahlen (I Promise to Pay)
- 1937: Life Begins with Love
- 1937: Racketeers in Exile
- 1937: The Shadow
- 1937: Venus Makes Trouble
- 1938: Flight to Fame
- 1938: Highway Patrol
- 1938: Penitentiary
- 1938: Squadron of Honor
- 1938: The Lone Wolf in Paris
- 1939: Blind Alley
- 1939: Coast Guard
- 1939: Laßt uns leben (Let Us Live)
- 1939: Outside These Walls
- 1939: Rio Grande
- 1939: Texas Stampede
- 1939: The Thundering West
- 1941: In den Sümpfen (Swamp Water)
- 1941: Die Unschuld und der Bösewicht (The Villain Still Pursued Her)
- 1941: Wild Geese Calling
- 1942: Moontide
- 1942: Orchestra Wives
- 1942: The Undying Monster
- 1942: Whispering Ghosts
- 1943: Geächtet (The Outlaw) (ersetzt durch Gregg Toland)
- 1943: Bomber’s Moon
- 1943: Holy Matrimony
- 1943: Tonight We Raid Calais
- 1944: Sweet and Low-Down
- 1944: Scotland Yard greift ein (The Lodger)
- 1945: Die Liebe unseres Lebens (This Love of Ours)
- 1946: Temptation
- 1947: Night Song
- 1948: Berlin-Express (Berlin Express)
- 1951: Der letzte Angriff (Fixed Bayonets)
- 1951: Let’s Make It Legal
- 1951: The House on Telegraph Hill
- 1952: Kurier nach Triest (Diplomatic Courier)
- 1952: Versuchung auf 809 (Don't Bother to Knock)
- 1952: Night without Sleep
- 1952: Fünf Perlen (O. Henry's Full House)
- 1952: Return of the Texan
- 1953: Verhängnisvolle Spuren (Inferno)
- 1953: Die Wüstenratten (The Desert Rats)
- 1953: The Glory Brigade
- 1954: New Faces
- 1954: Prinz Eisenherz (Prince Valiant)
- 1954: Unter zwei Flaggen (The Raid)
- 1955: Die sieben goldenen Städte (Seven Cities of Gold)
- 1955: Die Nacht gehört uns (The Magnificent Matador)
- 1955: Die weiße Feder (White Feather)
- 1956: Ein Kuß vor dem Tode (A Kiss Before Dying)
- 1956: Links und rechts vom Ehebett (I Married a Woman)
- 1956: Blutige Hände (The Killer Is Loose)
- 1956: Die Rechnung ging nicht auf (The Killing)
- 1956: Heißer Süden (The King and Four Queens)
- 1956: Die Furchtlosen (The Proud Ones)
- 1957: Weint um die Verdammten (Band of Angels)
- 1957: Weib ohne Gewissen (The Unholy Wife)
- 1958: Anna Lucasta
- 1958: Sein Colt war schneller (Buchanan Rides Alone)
- 1958: Der Tod kommt auf leisen Sohlen (Murder by Contract)
- 1959: Al Capone
- 1959: Stadt in Gefahr (City of Fear)
- 1960: Begierde im Staub (Desire in the Dust)
- 1960: Zahl oder stirb (Pay or Die)
- 1960: Jeder zahlt für seine Schuld (The Bramble Bush)
- 1960: J.D., der Killer (The Rise and Fall of Legs Diamond)
- 1961: Teufelskerle in Fernost (Marines, Let's Go)
- 1961: Nur eine einzige Nacht (Susan Slade)
- 1961: Die Vermählung ihrer Eltern geben bekannt (The Parent Trap)
- 1962: Sacramento (Ride the High Country)
- 1963: In Liebe eine 1 (Take Her, She's Mine)
- 1963: Frauen, die nicht lieben dürfen (The Caretakers)
- 1963: Zwei Frauen um Joe (Wall of Noise)
- 1963: Ach Liebling … nicht hier! (Wives and Lovers)
- 1964: König der heißen Rhythmen (Roustabout)
- 1964: Assistenzärzte (The New Interns)
- 1965: Boeing-Boeing (Boeing Boeing)
- 1965: Geliebte Brigitte (Dear Brigitte)
- 1965: Die vier Söhne der Katie Elder (The Sons of Katie Elder)
- 1966: Noon Wine (Fernsehfilm)
- 1966: An Eye for an Eye
- 1966: Nevada Smith
- 1967: Die fünf Geächteten (Hour of the Gun)
- 1968: Der Verwegene (Will Penny)
- 1968: Der türkisfarbene Bikini (How Sweet It Is!)
- 1968: Der Partyschreck (The Party)
- 1969: Der Marshal (True Grit)
- 1969: The Wild Bunch – Sie kannten kein Gesetz (The Wild Bunch)
- 1970: Abgerechnet wird zum Schluss (The Ballad of Cable Hogue)
- 1970: Elvis – That’s the Way It Is (Elvis: That’s the Way It Is)
- 1970: Herrscher der Insel (The Hawaiians)
- 1971: Zeit zum Sterben (A Time for Dying)
- 1971: Arruza
- 1971: Was ist denn bloß mit Helen los? (What’s the Matter with Helen?)
- 1972: Junior Bonner
- 1972: Getaway (The Getaway)
- 1973: Diamantenlady (Lady Ice)
- 1974: Thomasine and Bushrod
- 1974: Drei eiskalte Profis (Three the Hard Way)
- 1975: Der Mann ohne Nerven (Breakout)
- 1976: Der Tag der Abrechnung (St. Ives)
- 1976: Die Sklavenhölle der Mandingos (Drum)
- 1976: Zwischen Zwölf und Drei (From Noon Till Three)
- 1976: Mikey and Nicky
- 1976: Nevada Pass (Breakheart Pass)
- 1976: Der Tag der Abrechnung (St. Ives)
- 1978: Ja, lüg ich denn? (Rabbit Test)

## Auszeichnungen
Ballard war nur einmal für einen Oscar nominiert, 1964 für Frauen, die nicht lieben dürfen.
Für seine Kameraführung bei The Wild Bunch wurde er 1969 mit dem NSFC Award der National Society of Film Critics Awards ausgezeichnet. Bei den Internationalen Filmfestspielen von Venedig teilte sich Ballard den Preis für die Beste Kameraführung mit Josef von Sternberg für Der Teufel ist eine Frau.